# Uvaroviella dispar
Uvaroviella dispar är en insektsart som först beskrevs av Ludwig Redtenbacher 1892.  Uvaroviella dispar ingår i släktet Uvaroviella och familjen syrsor. Inga underarter finns listade i Catalogue of Life.